# Esteban Mujica
Esteban Andres Mujica (* 26. Dezember 1985) ist ein chilenischer Badmintonspieler. 

## Karriere
Esteban Mujica nahm an den Panamerikaspielen im Badminton 2007 und 2011 teil. 2010 startete er  zusammen mit Andrés Trigo bei den Südamerikaspielen im Badminton-Herrendoppel  und schied in der ersten Runde aus. Seine besten Platzierungen waren jeweils Rang fünf bei den Panamerikaspielen 2011 im Herrendoppel und im Mixed.
2018 wurde er zusammen mit Andrés Trigo chilenischer Meister im Doppel.